# Bye Bye Bye
『Bye Bye Bye』（バイバイバイ）は、鶴久政治9枚目のシングル。
1993年10月21日、ポニーキャニオンからリリース。

## 収録曲
1. Bye Bye Bye
作詞：秋谷銀四郎／作曲：鶴久政治／編曲：西平彰
2. 真夜中のレインボー
作詞：川村真澄／作曲：鶴久政治／編曲：西平彰
3. Bye Bye Bye（オリジナル・カラオケ）